# Chișeva (arie protejată)
Chișeva (în ucraineană Кішево, transliterat: Kișevo) este o arie protejată de importanță locală din raionul Bârzula, regiunea Odesa (Ucraina), situată lângă satul Herbina. Este administrată de consiliul sătesc Herbina, silvicultura „Pesceana”, parcelele 1-46.
Suprafața ariei protejate constituie 2,844 de hectare, fiind creată în anul 1980 prin decizia comitetului executiv regional.